# Mureș
Mureș é um județ (distrito) da Romênia, na região histórica da Transilvânia. Sua capital é a cidade de Târgu Mureș. Está situado no centro da Romênia, entre os meridianos 23°55’ e 25°14’ de longitude leste e os paralelos 46°09’ e 47°00’ de latitude norte, ocupando 2,8% do território romeno. Em 2021 tinha 518 193 habitantes.

## Geografia
As planícies e colinas ocupam a metade do território e as montanhas a outra metade, as quais fazem parte dos Cárpatos orientais. O distrito se articula em torno do vale do rio Mureș e seus afluentes.
O clima do Mureș é o continental, com invernos longos e frios e verões quentes. Na zona de colinas, as temperaturas médias são de -3 °C a -8 °C em janeiro e de 18 °C a 19 °C em julho. Nas montanhas, são em média de -4 °C a 1 °C em fevereiro e de 8 °C a 12 °C em agosto.
O distrito possui 4 090 km² de terras agrícolas e 2 160 km² de florestas.
A vegetação é constituída de florestas de faias e pinheiros. A fauna, muito rica, compreende diversos animais raros na Europa (ursos pretos, linces, galos selvagens, etc.).

## História
O distrito de Mureș fez parte do reino dos dácios e fez parte do Império Romano. No século X, os magiares se instalaram no județ. A sudeste já estavam presentes populações dos sículos, cuja origem ainda se discute hoje em dia.
O județ fez parte, em seguida, do Principado da Transilvânia, vassalo do Reino da Hungria, antes de ser administrado diretamente pelo Império Austríaco e os Habsburgos de 1690 a 1867.
Em 1867, ele foi incorporado ao Estado húngaro na Áustria-Hungria. Em 1876, foi formado o território de Maros-Torda, que compreendia a maior parte do distrito atual. Em 1920, pelo Tratado de Trianon, com a desintegração do Império Austro-Húngaro, o território de Maros-Torda passou a integrar o Reino da Romênia. Ele foi novamente ocupado pela Hungria de 1940 a 1944 e devolvido à Romênia em 1945.
Quando da reorganização administrativa de 1950, os limites dos diferentes "judete" da Transivânia foram profundamente modificados, e o județ de Maros-Torda se tornou o atual județ de Mureș.

## Economia
A agricultura e a exploração das florestas ocupam uma parte essencial na economia da região. O subsolo contém depósitos de sal, gás natural e pedras para construção.
As principais indústrias presentes se dedicam à produção de energia (gás natural e eletricidade térmica), derivados do carbono, materiais de construção, móveis, vidro, cerâmica e instrumentos musicais.

## Principais cidades
(população em 2007)
| - Iernut (9 658) - Luduș (17 724) - Miercurea Nirajului (6 026) - Reghin (36 741) |  | - Sighișoara (32 570) - Sângeorgiu de Pădure (5 571) - Sărmașu (7 581) - Sovata (9 932) |  | - Târgu Mureș (145 943) - Târnăveni (26 504) - Ungheni (6 888) |

## Turismo
As principais atrações da região são:
| - A cidade medieval de Sighișoara - A cidade velha de Târgu Mureș - A cidade de Sovata e os montes Gurghiu |  | - Os montes Calimani - A cidade de Reghin - As aldeias com igrejas fortificadas da Transilvânia |